# Chinamedaille
De Herinneringsmedaille aan de Campagne in China (Italiaans: "Medaglia commemorativa della campagna in Cina") was een in 1901 ingestelde Italiaanse onderscheiding. 
Het Koninkrijk Italië was een van de acht landen die zich aaneensloten om de Boxeropstand in China neer te slaan en de Europese en Japanse diplomaten die in het ambassadekwartier van Peking werden belegerd te bevrijden.
In mei 1900 was in heel Noord-China een opstand uitgebroken die de belangen van de landen met concessies in de grote steden en gepachte gebieden in China bedreigde. De vijandigheid tegen deze machten was vooral veroorzaakt door een geheime nationalistische en xenofobe groep die zich "de Vereniging van rechtschapen en harmonieuze Vuisten"  noemde. In het buitenland werden deze mannen de "boxers" genoemd. De opstand staat als "Boxeropstand" bekend. 
Acht grote mogendheden; Duitsland, Oostenrijk-Hongarije, de Verenigde Staten, Frankrijk, het Verenigd Koninkrijk, Italië, Japan en Rusland besloten om een internationaal leger van 150.000 man onder het opperbevel van de Duitse Veldmaarschalk graaf von Waldersee in te zetten om hun belegerde landgenoten in Peking te redden en de opstand in de provincies neer te slaan. De Geallieerde troepen bereikten Peking op 14 augustus 1900 maar een vredesverdrag met China werd pas op 7 september 1901 ondertekend. 
De ronde bronzen medaille werd door Luigi Giorgi ontworpen. Op de voorzijde is Koning Victor Emanuel III van Italië afgebeeld met het rondschrift "VITTORIO EMANUELE III RE D'ITALIA". Op de keerzijde staat CINA 1900 - 1901 binnen een lauwerkrans.
De medaille heeft een diameter van 32 millimeter en wordt met een beugel aan het gele lint met vier brede hemelsblauwe strepen op de linkerborst gedragen. Van de medaille werden slechts 2325 exemplaren geslagen zodat dit een van de zeldzaamste Italiaanse onderscheidingen is.
Zij die in 1901 aan gevechten deelnamen mochten op het lint een vergulde gesp met het opschrift "CINA 1900-1901" dragen. Italianen die te laat in het Verre Oosten aankwamen om aan de gevechten deel te nemen ontvingen in 1908 een medaille zònder de gesp en op de keerzijde het woord "CINA" zonder jaartallen. Die laatste medaille werd niet alleen aan het personeel van marine en leger maar ook aan civiele medewerkers verleend. 
Tot 1906 was het militairen niet toegestaan om een baton van het lint of het lint zonder de medaille te dragen
In 1908 werd de gesp ingesteld. Zo wordt onderscheid gemaakt tussen de militairen die vóór 31 december 1901 in China aan land gingen en de militairen en het ondersteunend burgerpersoneel dat na die datum aankwam en de gevechten misliep.